# Wolf-Diagramm
Das Wolf-Diagramm ist ein nach dem deutschen Astronomen Max Wolf benanntes stellarstatistisches Werkzeug zur Ermittlung der Entfernung und der Ausdehnung stellarer Dunkelwolken.
Im Wolf-Diagramm wird die Sternzahl N gegen deren scheinbare Helligkeit m abgetragen. Der Vergleich der theoretisch zu erwartenden N-m-Kurve mit der empirisch ermittelten Kurve ergibt eine Differenz Δm, die sogenannte interstellare Extinktion. Die interstellare Extinktion setzt in der Regel bei einem Wert m1 ein und ist bei m2 voll ausgeprägt. Entfernung und der Ausdehnung stellarer Dunkelwolken ergeben sich aus den Werten von m1 und m2.